# Lucas (Kansas)
Lucas é uma cidade localizada no estado americano de Kansas, no Condado de Russell.

## Demografia
Segundo o censo americano de 2000, a sua população era de 436 habitantes.
Em 2006, foi estimada uma população de 416, um decréscimo de 20 (-4.6%).

## Geografia
De acordo com o United States Census Bureau tem uma área de
1,4 km², dos quais 1,4 km² cobertos por terra e 0,0 km² cobertos por água. Lucas localiza-se a aproximadamente 454 m acima do nível do mar.

## Localidades na vizinhança
O diagrama seguinte representa as localidades num raio de 24 km ao redor de Lucas.